# X&Y
X&Y is het derde studioalbum van de Britse rockgroep Coldplay. Het kwam uit in verschillende landen in juni 2005. De eerste single van het album, Speed of Sound, kwam uit op 23 mei 2005. Op 18 april 2005 was het nummer te koop in sommige internetwinkels en was het te horen op BBC Radio 1. Op 19 april was het te koop in de iTunes winkel van Apple. In een week gingen er 464.471 X&Y's over de toonbank. Wereldwijd werden er meer dan 10 miljoen exemplaren van verkocht.

## Naam van het album en de singles
Volgens leadzanger en pianist van de band, Chris Martin staan de letters X&Y voor de 'ups' en 'downs' in zijn leven. Ook vindt Martin het 'sterke' letters. Een naam die ook speculeerde voor het album was 'Zero Theory'.
De eerste single die verscheen was 'Speed of Sound'. 'Speed of Sound' behaalde een top 10-positie in de Nederlandse Top 40.
'Fix You' was de tweede uitgebrachte single van het album, maar deed het in Nederland beduidend minder goed dan de voorganger en kwam niet verder dan een Tip-notering. De grootste hit van 'X&Y' was de derde uitgebrachte: 'Talk' behaalde de nummer 1-positie in de Nederlandse Top 40 en bleef daar geruime tijd staan. De vierde single werd 'The Hardest Part'. Deze track bleef zes weken in de Top 40 en behaalde als hoogste positie nummer 25.

## Invloeden
X&Y is beïnvloed door muziek van Kraftwerk, David Bowie en Brian Eno. Coldplay gebruikte het deuntje uit Kraftwerk's Computer Love voor Talk. Brian Eno speelt ook mee in Low.
Het nummer "Til Kingdom Come" was geschreven voor Johnny Cash maar Cash overleed vlak voor het opnemen.

## Cover
De albumhoes is gemaakt door "Tappin Gofton". Dit staat voor de kunstenaars Mark Tappin en Simon Gofton. Zij hebben ook de cover gemaakt voor Push the Button van The Chemical Brothers. De gekleurde vakjes hebben te maken met de Baudotcode. In het boekje staat het alfabet. Als je het vertaalt, staat op de hoes X&Y en op de laatste pagina Make Trade Fair.

## Tracklist
1. "Square One" - 4:47
2. "What If" - 4:57
3. "White Shadows" - 5:28
4. "Fix You" - 4:55
5. "Talk" - 5:11
6. "X&Y" - 4:34
7. "Speed of Sound" - 4:48
8. "A Message" - 4:45
9. "Low" - 5:32
10. "The Hardest Part" - 4:25
11. "Swallowed in the Sea" - 3:59
12. "Twisted Logic" - 5:01
13. "'Til Kingdom Come" (Verborgen nummer) - 4:10

- Op de Japanse versie komt na "'Til Kingdom Come" nog "How You See the World" - 8:43.

### Special Dutch Edition
De Nederlandse editie bevat een bonusdisc met de volgende nummers:
1. "Things I Don't Understand"
2. "Proof"
3. "The World Turned Upside Down"
4. "Pour Me" (live in the Hollywood Bowl)
5. "Sleeping Sun"
6. "Gravity"

## Details
Het album is uitgekomen in verschillende landen.
| Land                | Datum             | Label       | Formaat | Catalogus            |
| Japan               | 1 juni 2005       | Toshiba-EMI | Cd      | TOCP 66370           |
| Verenigd Koninkrijk | 6 juni 2005       | Parlophone  | 2lp     | 4747861              |
|                     |                   |             | Cd      | 4747862              |
| Europa              | 6 juni 2005       | Parlophone  | Cd      |                      |
| Australië           | 6 juni 2005       | Capitol     | Cd      | 3112802              |
| Verenigde Staten    | 7 juni 2005       | Capitol     | Cd      | CDP 7243 4 74786 2 8 |
| Canada              | 7 juni 2005       | Parlophone  | Cd      | 7243 4 74786 2 8     |
| China               | 18 augustus 2005  |             | Cd      |                      |
| Japan               | 30 September 2005 | Toshiba-EMI | Cd      | TOCP 66465           |
| Nederland           | 16 januari 2006   | Parlophone  | 2Cd     |                      |

## Prijzen en nominaties

### Prijzen
- 2005 Q Magazine - Album van het jaar
- 2005 Amazon.com's Top 100 Editor's Pick of 2005 - #77
- 2005 MSN Music Download Awards - Beste album
- 2006 Brit Awards - Beste Britse album

### Nominaties
- 2005 Mercury Music Prize
- 2005 Q Awards - Beste album
- 2005 MTV Europe Music Awards - Beste album
- 2006 Grammy Awards - Beste rockalbum
- 2006 MTV Video Music Awards - Album van het jaar
- 2006 Juno Awards - Internationaal album van het jaar